# Esrarê Deyîr
Esrarê Deyîr (auf Deutsch Geheimnisse des Liedes / Rausch des Liedes) ist eine 2008 in der Schweiz gegründete Band aus kurdischen, schweizerischen und deutschen Musikern. Die Eigenkompositionen vom kurdischen Sänger Adem Karakoç werden in der Sprache Zazaisch gesungen, wobei die Lieder mit Elementen aus Jazz- und Rockmusik ergänzt und mit viel Improvisation angereichert werden.

## Diskografie
- 2013: Lêlawe (Träne/Augenflüssigkeit, Unit Records)